# Ács
Ács is een plaats (város) en gemeente in het Hongaarse comitaat Komárom-Esztergom. Ács telt 7260 inwoners (2007).